# Jean-Marie Lawniczak
Jean-Marie Lawniczak est un footballeur français d'origine polonaise, devenu entraîneur, né le 28 septembre 1942 à Waziers (Nord).

## Biographie
Ce joueur est le gardien de but du FC Metz dans les années 1960. Puis après un passage à l'US Boulogne, il est le portier de l'US Valenciennes-Anzin.
Il démarre ensuite une carrière d'entraîneur et d'éducateur : il reste ainsi plus de vingt ans au Racing Club de France, soit en tant qu'entraîneur, soit en tant qu'éducateur de jeunes. Il fait monter les Parisiens en National (Division 3) à trois reprises : en 1978, 1994 et 1997. Grande personnalité du Racing, il est l'actuel Président de l'Amicale des éducateurs de football et Président de la Haute Autorité du Football. Il a été membre du Conseil Fédéral.

## Carrière de joueur
- 1954-1956 :  SC Guesnain
- 1956-1961 :  USM Waziers
- 1961-1962 :  SC Guesnain
- 1962-1969 :  FC Metz
- 1969-1970 :  US Boulogne
- 1970-1973 :  US Valenciennes-Anzin
- 1973-1974 :  JGA Nevers[2]

## Carrière d'entraîneur
- 1974-1975 :  CS Vittel
- 1975-1981 :  RC Paris (entraîneur et manager général)
- 1981-1987 :  RC Paris (resp. centre de formation)
- 1987-1988 :  Matra Racing (adjoint d'Artur Jorge)
- 1988-1989 :  Matra Racing (chargé du recrutement)
- 1989-1992 :  Besançon RC
- 1993-2000 :  RC Paris (entraîneur et manager général)

## Palmarès
- International B
- Champion de France de D2 en 1972 avec l'US Valenciennes Anzin
- Vice-champion de France D2 en 1967 avec le FC Metz